# Xã Venus, Quận Madison, Arkansas
Xã Venus (tiếng Anh: Venus Township) là một xã thuộc quận Madison, tiểu bang Arkansas, Hoa Kỳ. Năm 2010, dân số của xã này là 244 người.